# Einsiedeln (gemeente)

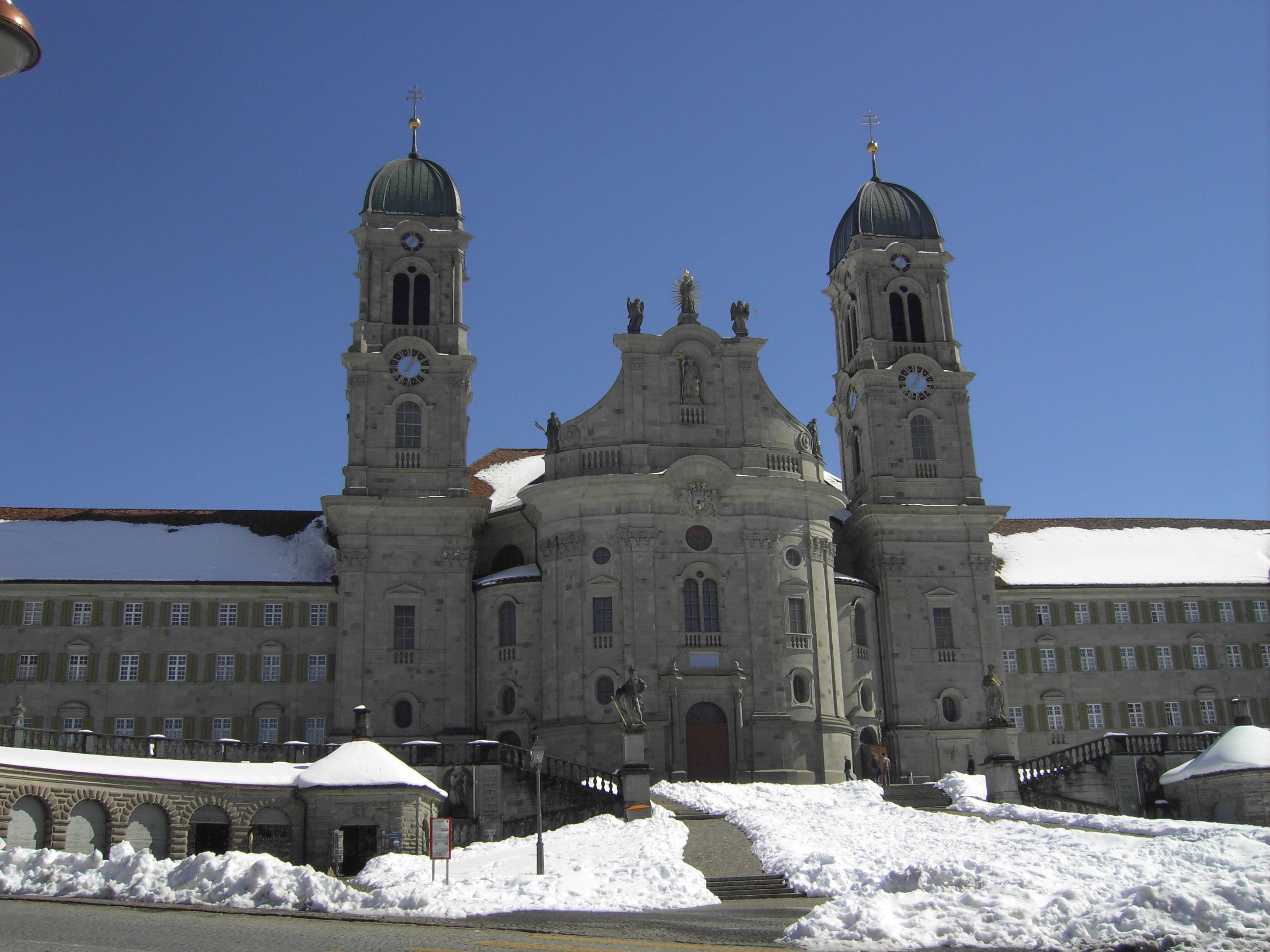
Abdij van Einsiedeln.

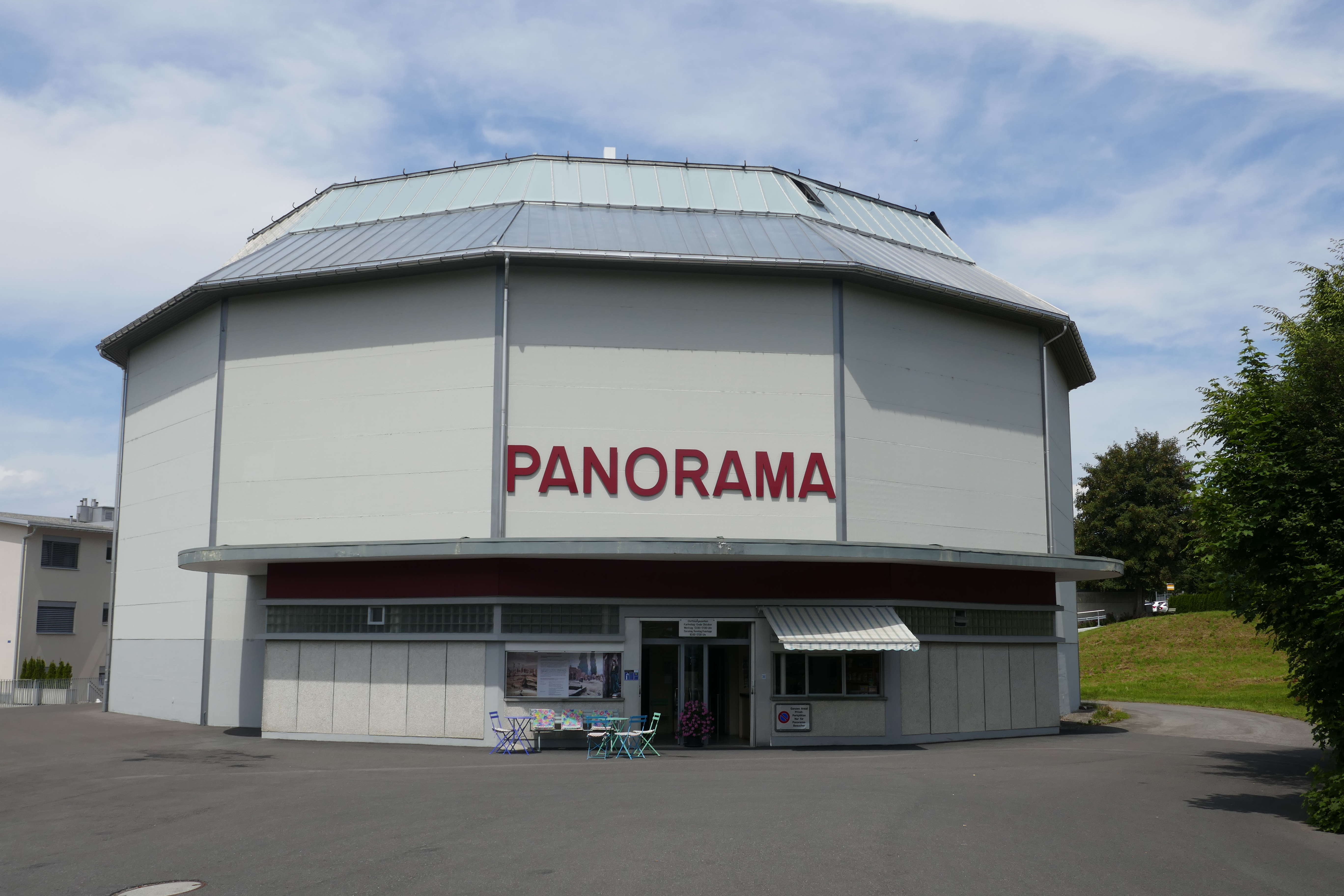
Het Panorama in Einsiedeln.

Einsiedeln is een gemeente en plaats in het Zwitserse kanton Schwyz, en maakt deel uit van het district Einsiedeln. Einsiedeln telt 14.878 inwoners. De gemeente is beroemd om de abdij van Einsiedeln.

## Geboren
- Paracelsus (1493 of 1494, bij Einsiedeln), arts, theoloog, alchemist en astronoom
- Meinrada Josefa Benziger (1835-1908), onderneemster, uitgeefster en filantrope
- Joseph Nicholas Adelrich Benziger (1837-1878), Zwitsers-Amerikaans uitgever en consul voor Zwitserland in Cincinnati
- Andreas Küttel (1979), schansspringer

## Overleden
- Sint Meinrad van Einsiedeln (ca.797-861), heilige benedictijnerpater, kluizenaar en oprichter van de Abdij van Einsiedeln.
- Maria Caecilia Attenhofer (1675-1753), moeder-overste
- Meinrada Josefa Benziger (1835-1908), onderneemster, uitgeefster en filantrope

- Bibliothèque nationale de France: cb12336318x (data)
- Gemeinsame Normdatei: 4013932-3
- Historisch woordenboek van Zwitserland: 000710
- Library of Congress Control Number: n83017359
- MusicBrainz: d498c811-5b9b-44aa-bea6-5b0f355eae7e
- Nationale Bibliotheek van Tsjechië: ge114328
- Virtual International Authority File: 133725232